# Шипшина найколючіша
{{#ifeq:0|0|{{#if:|{{#if:Rosapimpinellifolia|[[]}}|}}}}
Шипшина найколючіша (Rosa spinosissima) — вид чагарникових рослин родини розові (Rosaceae), поширений у Центральній і Південно-Західній Азії, та більшій частині Європи. Етимологія: лат. spinos — «колючий», лат. issim — суфікс найвищого ступеня.

## Морфологічна характеристика
Кущ (0.3)0.5–1.5(2) м заввишки. Відкореневі паростки часті. Гілки мають коричневу кору. Молоді стебла і колючки червоні. Шипи міжвузлові, щільні на основних стеблах, розріджені на деяких квітучих гілках, парні або поодинокі, прямі або зігнуті, круглі в перетині, 5–6 × 1–3 мм, змішані з більш короткими колючками. Листки: прилистки 9–14 × 2–4 мм, краї цілі або пилчато-залозисті, поверхні голі; ніжки листків запушені, залозисті; листові фрагменти довгасто-яйцеподібні, (5)7–9(11) × 5–8 мм чи широко еліптичні, 5–22 × 5–12 мм, краї 1-пилчасті, верхівки від тупих до гострих. Приквітки відсутні. Квіти діаметром 2–4 см із п'ятьма пелюстками. Гіпантій 3–5 × 3–4 мм. Пелюстки 15–25 × 14–23 мм, світло-кремового й рідко блідо-рожевого кольору. Шипшинові плоди пурпурно-чорні або чорні, майже кулясті, 1–1.6 см у діаметрі, голі, блискучі, з постійними чашолистками; ніжки до 4 см, часто залозисті. Сім'янки темно-коричневі, 4 × 2.5 мм.

## Поширення
Азія (Вірменія, Азербайджан, Грузія, Росія — Кавказ, західний Сибір, Алтай, Китай — Синьцзян, Казахстан, Киргизстан, Іран, Туреччина); Європа (Естонія, Литва, Молдова, Україна, Австрія, Бельгія, Чехія, Німеччина, Угорщина, Нідерланди, Польща, Словаччина, Швейцарія, Данія, Ірландія, Ісландія, Норвегія, Велика Британія, Албанія, Боснія і Герцеговина, Болгарія, Хорватія, Греція, Італія, Македонія, Чорногорія, Румунія, Сербія, Словенія, Франція). Також культивується й інтродукований у деяких інших країнах. Зростає на сухих, помірно багатих поживними речовинами, вапняних і кам'яно-супіщаних ґрунтах серед чагарників, на пустищах, сонячних узліссях, трав'янистих схилах, річкових берегах, і узбережжями на дюнах піску.
В Україні зростає на кам'янистих і вапнякових відслоненнях і на відкритих гірських схилах — у лісостепу, на Правобережжі заходить в лісові і степові р-ни; в Криму. У Закарпатті часто дичавіє. Входить до списку рослин, які потребують охорони на територіях Дніпропетровської та Запорізької областей.

## Використання
Висаджують як декоративну рослину в садах і парках. Культивується з XVI-го століття як декоративна рослина. Багато різновидів з'явилися з білими, рожевими, жовтими, і також з подвійними квітами. У підтримці ландшафту використовується для кріплення насипів.
Плоди шипшини дуже багаті вітаміном С і добре підходять для шипшинового чаю, варення, джему, мармеладу, желе, соку, сиропу і кондитерських начинок. Виробництво вина, бренді й лікерів також можливі.

## Галерея

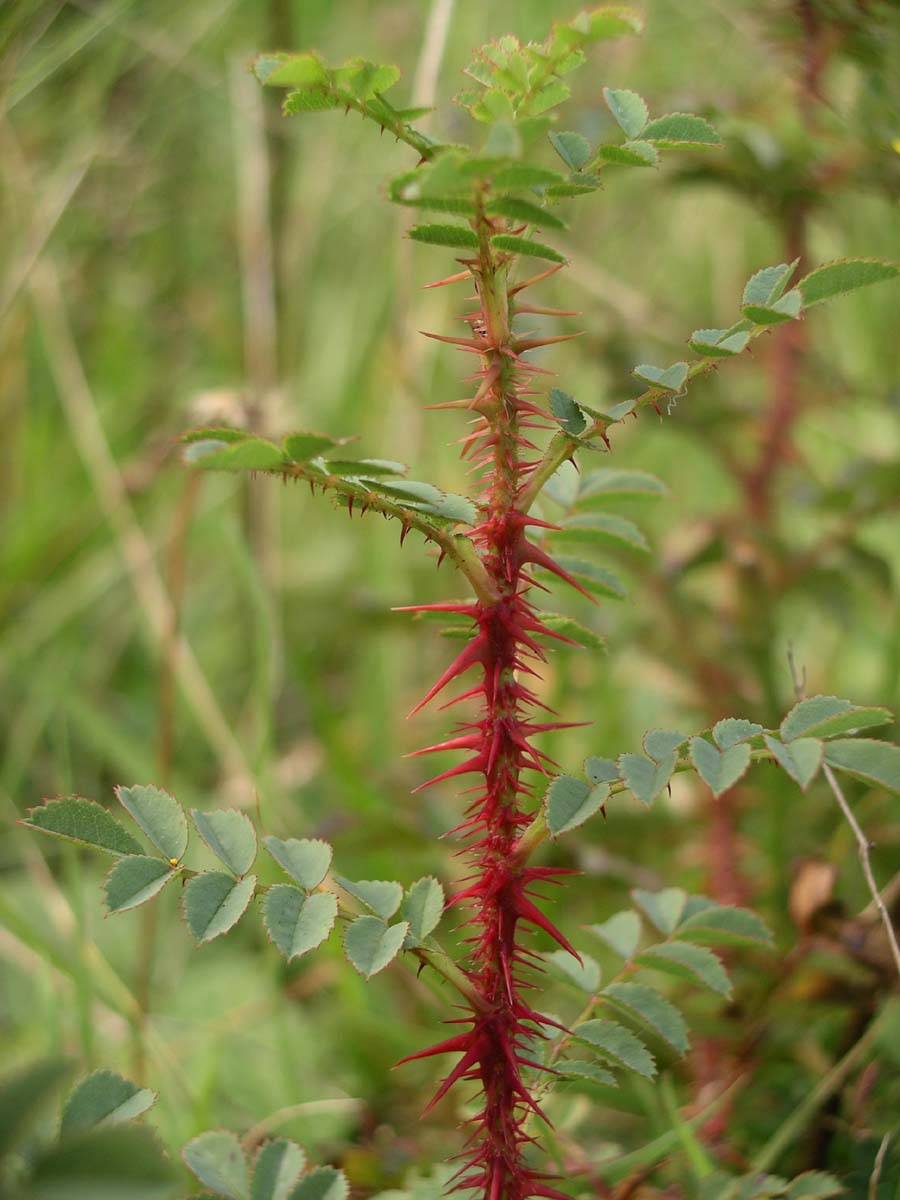
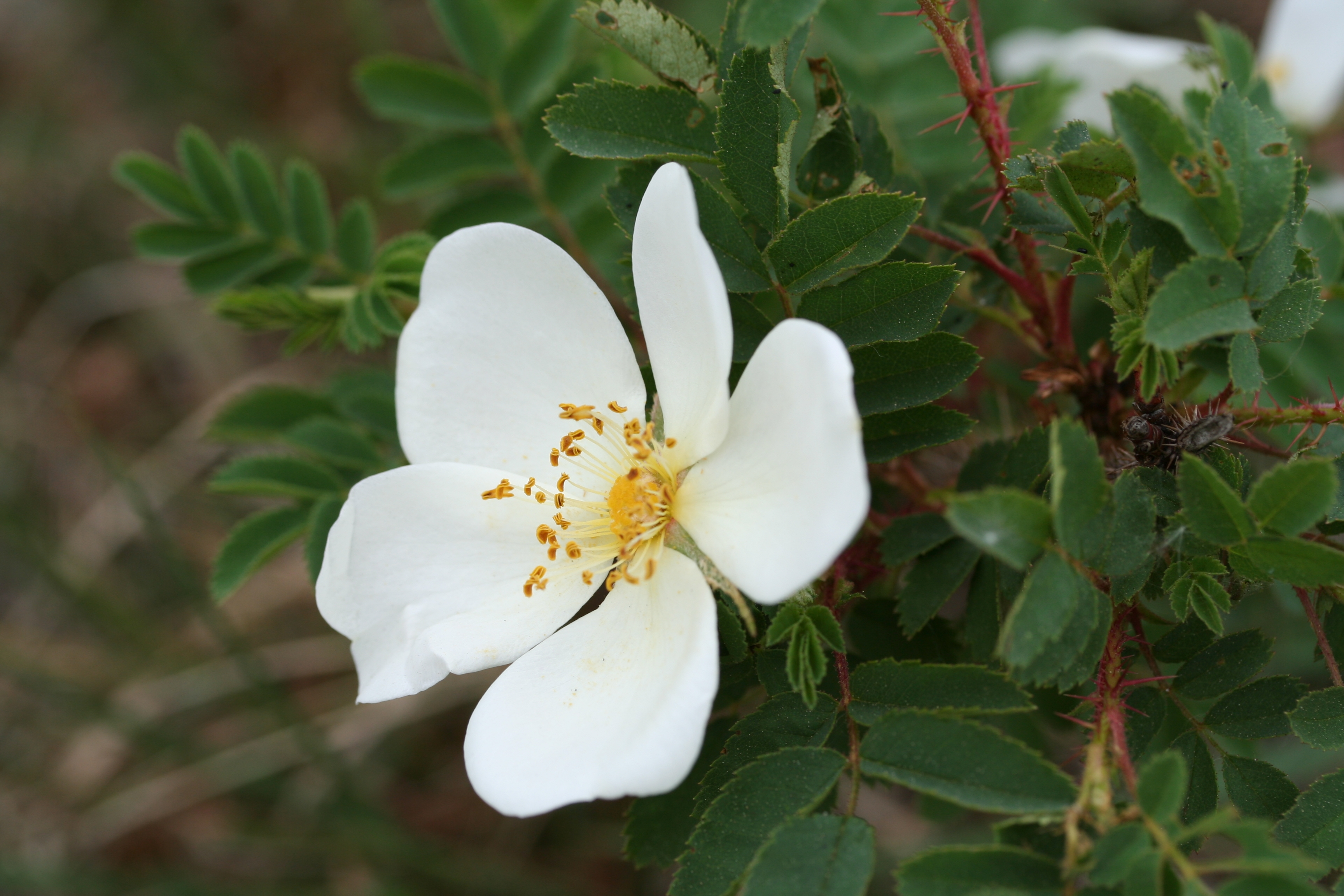
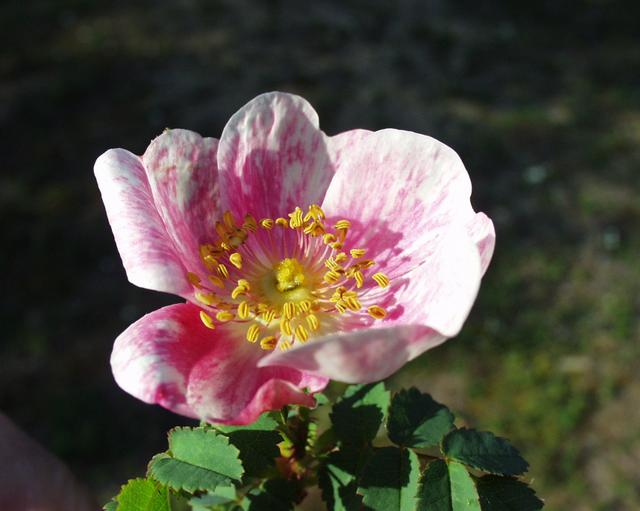
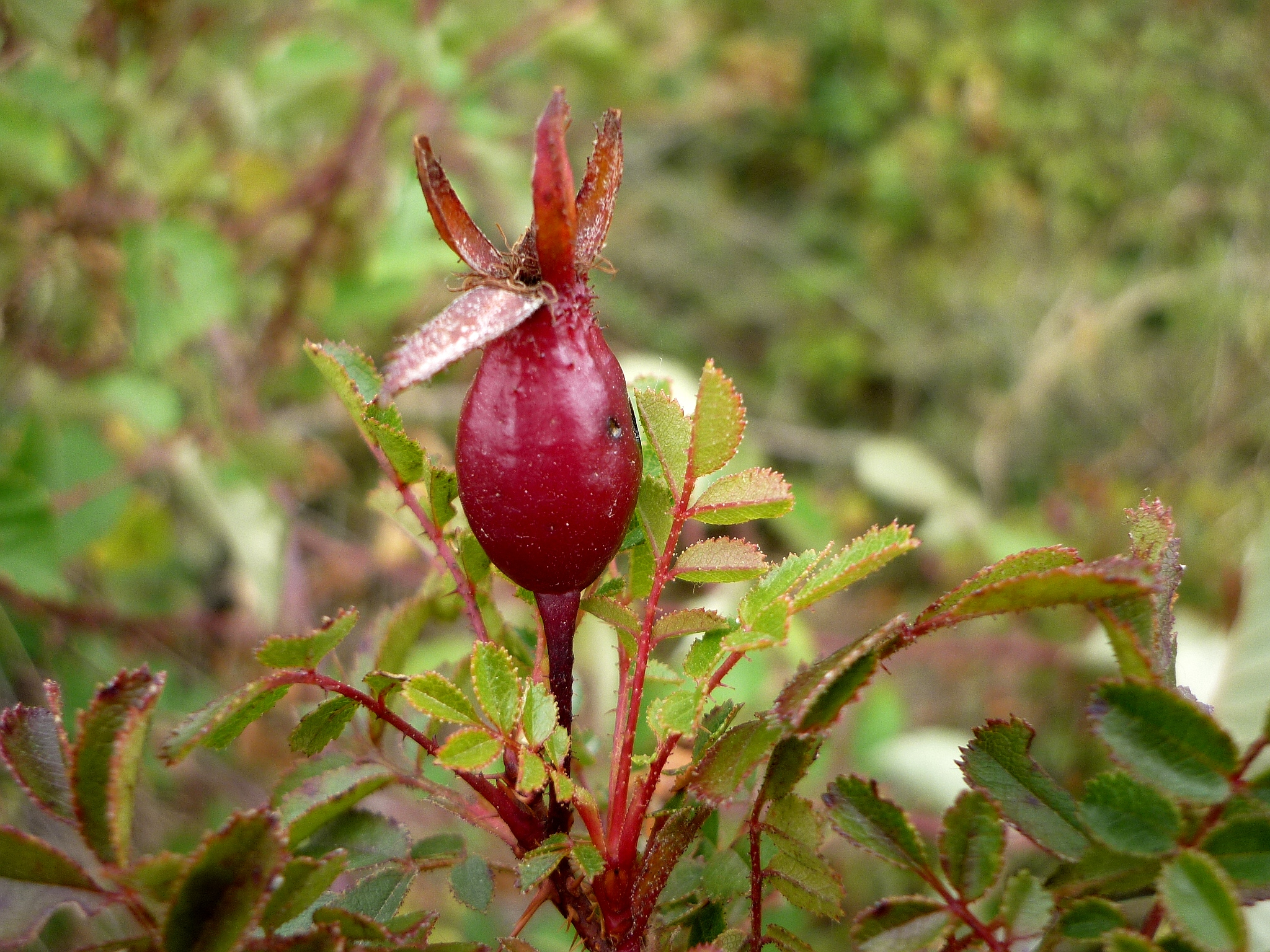
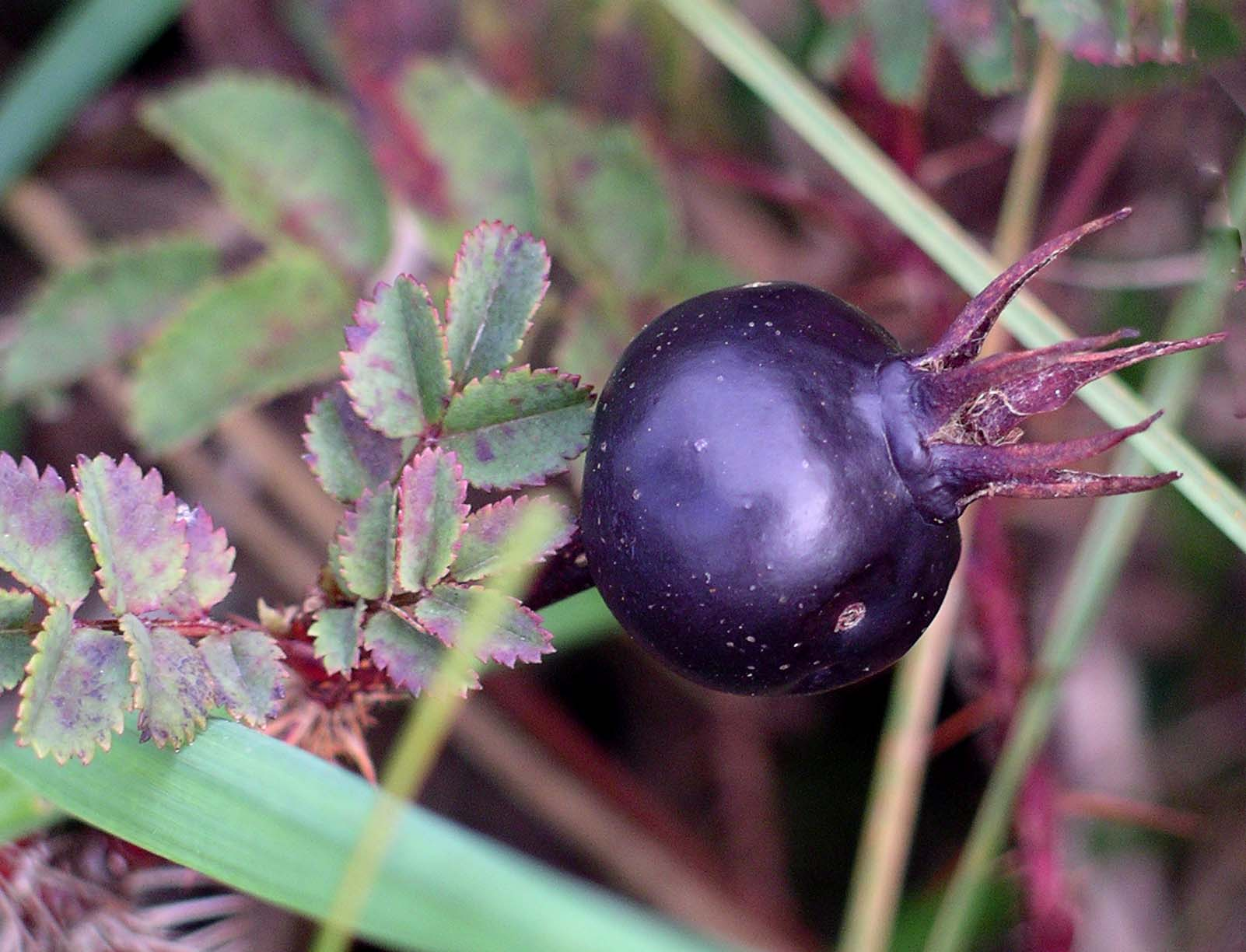
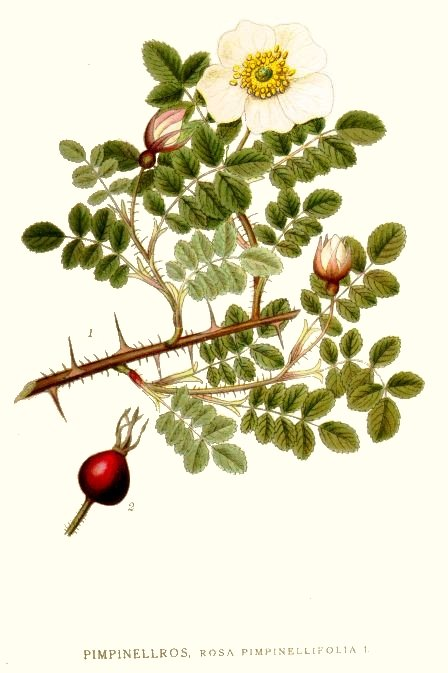